# チェ・ワンギュ
チェ・ワンギュ（최완규、1964年8月18日 - ）は、韓国の脚本家である。仁川大学校英語英文科中退。
MBCベスト劇場シナリオ公募「つまらない愛、面白い映画」で入選。1993年、脚本家デビュー。

## 主な作品
- 総合病院（1994年）
- 野望の伝説（1998年）
- ホジュン 宮廷医官への道（1999年）
- エアフォース（2000年）
- 商道（サンド）（2001年）
- オールイン 運命の愛（2003年）
- 嵐の中へ（2004年）
- ラブストーリー・イン・ハーバード（2004年）
- 朱蒙（チュモン）（2006年）
- ロビイスト（2007年）
- 食客（2008年）
- 風の国（2008年）
- 総合病院2（2008年）
- 太陽を飲み込め（2009年）
- オクニョ 運命の女（2016年）

## 受賞歴
- 1994年 MBC放送大賞 作家賞 [1]
- 2003年 第30回 韓国放送大賞 作家賞
- 2006年 MBC演技大賞 テレビ部門 功労賞
- 2007年 第19回 韓国放送プロデューサー賞 テレビ作家部門 制作部門賞
- 2007年 第43回 百想芸術大賞 テレビ部門 脚本賞
- 2010年 第1回 ソウル文化芸術大賞 ドラマ作家部門 大賞